# Reggel (napilap, 1930–1937)
Reggel – Aradon 1930-1937 között megjelenő „országos demokratikus napilap”; fejlécében 1934-1936 között a „Magántisztviselők Egyesületének, a Kiskereskedők Szindikátusának és a Vendégipari Szindikátusnak a hivatalos lapja” megjelölés is szerepel.

## Irányvonala
Mindvégig demokratikus, antifasiszta magatartást tanúsított; az abesszin-olasz háború idején Abesszíniával, a spanyol polgárháború idején a köztársaságiakkal rokonszenvező cikkeket közölt.

## Szerkesztői, munkatársai
Felelős szerkesztője 1931-ig Kócsy Jenő, 1931 nyarán Markovits Ernő, utána a lap megszűnéséig Erdős György, aki 1935-től a lap tulajdonosa is. Főmunkatársként 1930-1931-ben Franyó Zoltán, temesvári szerkesztőként 1934-ben Vér Imre, 1934-1935-ben Eisner Ernő neve áll a lapon.
Oldalain szépirodalom is megjelent. Jelesebb munkatársai Horváth Imre, Korda István, Lantos-Léderer Ferenc, Lendvay Ferenc, Messer Sándor, Orosz Irén, Szántó György, Zsigmond Miklós és az Erdélyi Tudósító Almanachját szerkesztő Bércy György.